# H.C. Artmann
Hans Carl Artmann, känd som h. c. artmann, född 12 juni 1921 i Wien, död där 4 december 2000, var en österrikisk poet, författare och översättare. Ett par smärre prosaarbeten av honom finns på svenska (2021).

## Liv
Artmann var son till skomakaren Johann Artmann och hans fru Marie, född Schneider. Han växte upp i Breitensee i stadsdelen Penzing i Wiens västra ytterkant. Efter avslutad skolgång vid 16 års ålder arbetade han tre år på kontor. 1940 blev han inkallad till Wehrmacht och stred i andra världskriget tills han sårades 1941. Därefter överfördes han till vapenfri tjänstgöring vid fronten och tillhörde fram till krigsslutet en så kallad Strafbataillon .
Han bodde i Sverige åren 1961-1965, i Stockholm, Lund och Malmö.
Han är begravd i Wiens stadsdel Simmering på Urnenfriedhof Wien-Simmering.

## Verk
1947 började Artmann offentliggöra litterära texter i radio och i tidskriften Neue Wege (Nya vägar). Det skulle dock dröja ända till 1958 innan han debuterade i bokform med diktsamlingen med ana schwoazzn dintn (med svart bläck). Han var annars tidigt medlem av Art-Club, en bred och principiellt viktig sammanslutning av konstnärer i efterkrigstidens Wien. Ur den uppstod så småningom spontant den internationellt mer kända, experimentella och litterära Wiener Gruppe. artmann, som var den äldste i gruppen, framträdde som teoretiker 1953 då han formulerade en Acht-Punkte-Proklamation des poetischen Actes.

### Boktitlar (urval)

#### Bayerska
- med ana schwoazzn dintn. gedichta r aus bradnsee [3] (Otto Müller-Verlag, Salzburg, 1958)
- hosn rosn baa [4] (med Friedrich Achleitner och Gerhard Rühm, 1959)
- Baladn (efter François Villon, 1968)
- Asterix Da Legionäa, # 32. Übadrogn fon h. c. artmann.[5] (Egmont Falog, Wien, 1999) ISBN 3-7704-2267-8

#### Tyska
- montagen 1956 (textmontage med Konrad Bayer och Gerhard Rühm, förstaupplaga 1964)
- das im walde verlorene totem. prosadichtungen 1949-1953 (förstaupplaga 1970)
- unter der bedeckung eines hutes: montagen und sequenzen (1974) ISBN 3701700974
- the best of h.c. artmann (1975) ISBN 3518367757
- die jagd nach dr. u.: oder, ein einsamer spiegel, in dem sich der tag reflektiert (1977) ISBN 3-7017-0166-0
- erotika. zeichnungen und texte zu casanova/ disegni e testi su casanova (en tysk-italiensk utgåva av teckningar och texter till Giacomo Casanova 1991)
- Sämtliche Gedichte (Jung und Jung, 2003)

#### Svenska
- Ompus (1974), 21 s., försedd med färgill. av Sita Jucker. Originaltitel: Ompül. ISBN 9150200569
- Frankenstein i Sussex (2005), s/v ill. av Hans Arnold.
- Dikter, i Subaltern 1-2/2011, s. 142-143, övers. Gustav Sjöberg, ISSN 1652-7046. Ur the best of h.c. artmann.

#### Engelska
- Under the Cover of a Hat (1986) ISBN 0704325454
- The quest for Dr. U, or, A solitary mirror in which the day reflects (1993) ISBN 0-947757-56-2

## Skivinspelningar
På 1960-talet gjorde Helmut Qualtinger några inspelningar på Preiser Records i Wien där han sjöng och läste texter av framför allt Artmann men också Gerhard Rühm, liksom av den geniale franske banditen François Villon i artmanns fria tolkning.
- Kinderverzahrer und andere Wiener. Helmut Qualtinger singt Lieder nach Texten von H. C. Artmann (LP. Musik: Ernst Koelz. Wien, 1964)
- Villon übersetzt von H. C. Artmann, gesprochen von Qualtinger, mit Jazz von Fatty George (LP. Förspel: Ernst Koelz. Wien, 1964)
- Helmut Qualtinger singt schwarze Lieder. Texte von H. C. Artmann und Gerhard Rühm (LP. Musik: Ernst Koelz. Wien, 1966)

## Filmporträtt
- Den österrikiske filmskaparen Ferry Radax, som var medlem av Art-Club i Wien samtidigt som artmann, gjorde senare ett filmporträtt av sin landsman. Filmen heter kort och gott h. c. artmann (1967). Den är 42 minuter lång och svart-vit.
- so oder so ist das leben. portrait eines österreichischen dichters [si eller så är livet. porträtt av en österrikisk poet, 1978] Ett tv-porträtt med manus av Artmann och i regi av Veit Relin.

## Priser och utmärkelser
Från mitten av 1970-talet och fram till sin död tilldelades Artmann en mängd österrikiska priser och utmärkelser. 1991 blev han hedersdoktor vid Salzburgs universitet och 1997 fick han det viktiga, tyska Georg Büchner-priset. 

### Två priser i Artmanns namn
Efter Artmanns död har två österrikiska priser instiftats i hans namn.

#### H. C. Artmann-Preis
Staden Wien köpte artmanns litterära kvarlåtenskap och instiftade 2004 detta särskilda lyrikpris till hans ära, för att uppmärksamma författare från Wien. Deras verk ska kunna uppvisa "ett intensivt refererande till Wien eller ett förhållande till H. C. Artmanns verk" . Priset utdelas i stort sett vartannat år. I samband med en litterär sammankomst om artmanns verk 11-12 april 2013 och för att fira att det var 60 år sedan artmann formulerade sin Åttapunktsproklamation om den poetiska akten, dröjde det tre år tills priset utdelades för femte gången. Priset består av 10 000 €.
- Peter Waterhouse (2004)
- Ferdinand Schmatz (2006)
- Oswald Egger (2008)[8]
- Erwin Einzinger (2010).
- Franz Josef Czernin (2013)
- Elfriede Czurda (2014)
- Anselm Glück (2016)[9]
- Gundi Feyrer (2018)[10]
- Gerhard Ruiss (2020)[11]

#### H.C. Artmanns litteraturstipendium

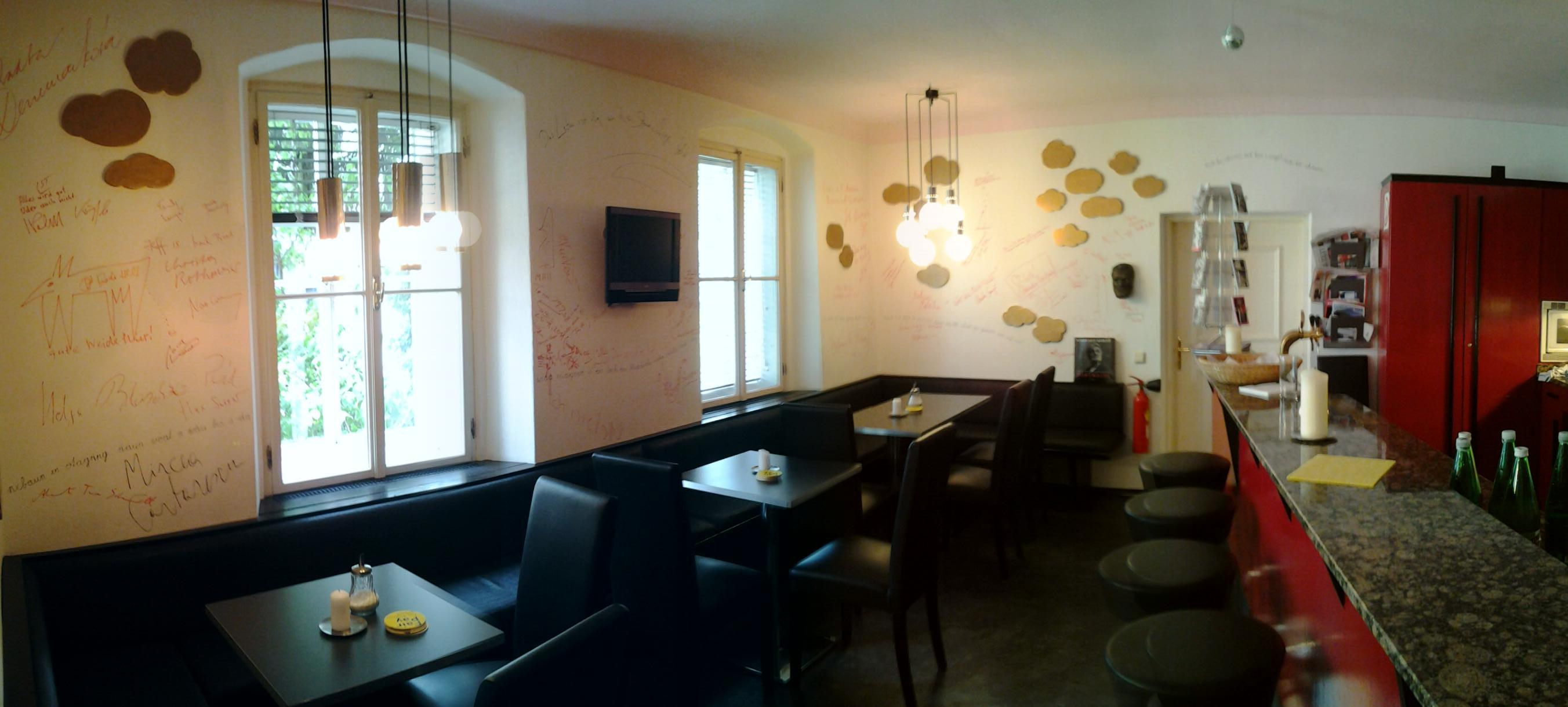
h.c.café i en byggnad från 1600-talet.

1994 var Artmann med om att bilda Literaturhaus Salzburg, en förening för österrikisk och internationell samtidslitteratur. Detta "litteraturhus" inryms i en gammal byggnad från omkring år 1600 och är sedan 2008 försett med ett h.c.café. Det är dessutom beläget vid en plats som fått namnet H. C. Artmann-Platz. Tillsammans med staden Salzburg utdelar föreningen sedan 2008 ett årligt litteraturpris till författare som skriver i artmanns anda, dvs öppen för världen, språkligt lekfull, humoristisk-ironisk och gränsöverskridande. Pristagare får - efter en projektbeskrivning - två-tre månaders uppehälle och bostad i Salzburg.
| - 2008: Stefan Weidner (Tyskland) - 2009: Armin Senser (Schweiz) - 2010: Sigitas Parulskis (Litauen) - 2011: Ruth Johanna Benrath (Tyskland) - 2012: Lidija Dimkovska (Nordmakedonien) - 2013: Gerd Sulzenbacher (Sydtyrolen) - 2014: Ljubko Deresch (Ukraina) | - 2015: Boris Chersonskij (Odessa, Ukraina) - 2016: Jovan Nicolic (Köln, ursprungligen Italien) - 2017: Bogdan Cosa (Rumänien) - 2018: Sandra Hubinger (Österrike) - 2019: Radka Denemarková (Tjeckien) - 2020: Caca Savic (Berlin, ursprungligen Österrike) |

### Fotnoter
1. ↑  Förutom efternamnet bär hans arbeten alltid enbart initialerna till hans båda förnamn. Små bokstäver är dessutom vanligare än stora.
2. ↑  Tyska wikipedia
3. ↑  Betyder med svart bläck. dikter från breitensee.
4. ↑  Betyder ordagrant byxor rosor ben
5. ↑  Ett nummer av Asterix översatt av h. c. artmann till wienerbayerska. På franska: Astérix Legionnaire (1967), # 10 i originalserien. På svenska: Asterix drar i fält (1971).
6. ↑  ”Statuter.”. Arkiverad från originalet den 17 juli 2009. https://web.archive.org/web/20090717051840/http://www.wien.gv.at/kultur/abteilung/foerderungen/artmann.html. Läst 27 november 2010.
7. ↑  Artikel om en litterär sammankomst kring artmanns verk hållen 11-12 april 2013, där H.C. Artmann-Preis även delades ut. wien.orf.at
8. ↑  ”Oswald Eggers mottagande av priset”. Arkiverad från originalet den 5 mars 2016. https://web.archive.org/web/20160305015327/https://www.wien.gv.at/rk/msg/2009/0121/009.html. Läst 27 november 2010.
9. ↑  derStandard.at - Anselm Glück får H.C.-Artmann-Preis derstandard.at.
10. ↑  H.C.-Artmann-Preis 2018 geht an Gundi Feyrer
11. ↑  Mottagare av H C Artmann-Preis 2020. (ots.at)
12. ↑  Beskrivning av h.c. artmanns litteraturstipendium (tyska).
13. ↑  2020 års mottagare av H.C. Artmanns litteraturstipendium. (literaturhaus-salzburg.at)